# Coryphantha jalpanensis
Coryphantha jalpanensis ist eine Pflanzenart in der Gattung Coryphantha aus der Familie der Kakteengewächse (Cactaceae). Das Artepitheton jalpanensis verweist auf das Vorkommen der Art bei Jalpan im mexikanischen Bundesstaat Querétaro.

## Beschreibung
Coryphantha jalpanensis bildet meist Gruppen von bis zu 25 Zentimeter Durchmesser. Die zylindrischen, grünen bis olivgrünen Triebe erreichen bei Durchmessern von 5 bis 6 Zentimetern Wuchshöhen von bis zu 15 Zentimetern. Die bis zu 10 Millimeter langen aufsteigend konischen Warzen stehen gedrängt beieinander. Die Axillen tragen weiße Wolle und eine orangefarbene bis rote Nektardrüse. Die drei bis vier  Mitteldornen sind grau bis hellbraun. Einer von ihnen ist aufwärts gerichtet und bis zu 1 Zentimeter lang. Die übrigen stehen seitlich ab und sind bis zu 6 Millimeter lang. Die zehn bis 13 trübweißen, ausstrahlenden, 0,6 bis 1 Zentimeter langen Randdornen sind nadelig, gerade und biegsam.
Die hellgelben Blüten sind 4 bis 4,5 Zentimeter lang und erreichen Durchmesser von 3 bis 4,5 Zentimetern. Die spitzenwärts olivgrünen und darunter hellgrünen Früchte sind 1,5 bis 2 Zentimeter lang.

## Verbreitung, Systematik und  Gefährdung
Coryphantha jalpanensis ist in den mexikanischen Bundesstaaten Querétaro und San Luis Potosí in Ritzen von Kalkfelsen in Wäldern und auf Weiden verbreitet.
Die Erstbeschreibung durch Franz Georg Philipp Buchenau wurde 1965 veröffentlicht.
Coryphantha jalpanensis wird in der Roten Liste gefährdeter Arten der IUCN als „Least Concern (LC)“, d. h. nicht gefährdet, eingestuft.

## Nachweise